# Badoo
Badoo es una red social fundada en el año 2006 por el empresario ruso Andrey Andreev. La empresa, cuya sede se encuentra en Soho, Londres, es propiedad de una compañía ubicada en Chipre. En septiembre de 2011 la revista británica The Economist publicó un artículo explicando la gran oportunidad que tiene Badoo de convertirse en "una de las empresas líderes de Internet en Europa" debido al descubrimiento de una nueva y amplia cuota de mercado. Badoo es una red social que permite conocer gente nueva a través de la red Internet de forma gratuita. 
En mayo de 2012, la compañía anunció que había alcanzado los 150 millones de usuarios registrados en todo el mundo. El portal opera en 180 países y su mayor actividad se encuentra en Hispanoamérica, España, Italia y Francia. Badoo ocupa la posición 52 de las páginas web más populares en Francia y el lugar 117 a nivel mundial, según Alexa Internet. En julio de 2011, Badoo.com ocupó el puesto 59 de los sitios web más visitados del mundo, con 46 millones de visitas únicas mensuales, por delante de CNN.com (posición 60). Badoo crece a un ritmo trepidante: 150.000 nuevas personas se registran en la web cada día. [cita requerida]. En el caso de España Badoo cuenta con más de 500.000 usuarios registrados y unos 125.000 usuarios activos semanalmente.
Un estudio realizado en 2009 sobre la protección de la privacidad en 45 redes sociales situó a Badoo en una de las últimas posiciones.
Andrey Andreev, fundador de Badoo, continúa centrado la estrategia de Badoo, así como en el desarrollo de nuevos productos y nuevos proyectos para que Badoo esté continuamente renovado y al día tanto en la web como en las plataformas móviles, según explica la compañía en su página web. Además de ser fundador de Badoo, ha creado otras empresas en línea de gran éxito: SpyLog, Begun y Mamba.ru.[cita requerida]
Jessica Powell es la directora de desarrollo de negocio de la compañía. Powell cuenta con más de una década de experiencia en la industria digital, habiendo desempeñado diversos puestos ejecutivos tanto en Europa, como en los Estados Unidos y Asia. Antes de su incorporación a Badoo era Directora de Comunicación y Asuntos Públicos en Google, siendo responsable de la estrategia de comunicación interna y externa de la compañía en el área de Asia y el Pacífico.[cita requerida]
El director de negocio de la compañía es Andrew Parker. Parker es el encargado de gestionar todos los aspectos financieros, jurídicos y administrativos de Badoo. Su trayectoria laboral ha pasado por empresas como PricewaterhouseCoopers, Sony o V2 Music Group.[cita requerida]
Entre las nuevas incorporaciones al equipo de Badoo se encuentra Benjaming Ling, exejecutivo de Google, como director de operaciones de Google. Desde su puesto de Jefe de Operaciones, Ling será el encargado de supervisar el desarrollo de producto, ingeniería, desarrollo de negocio y corporativo, así como las alianzas.

## Historia
Badoo fue creada por el empresario ruso Andrey Andreev y se lanzó en Londres en noviembre de 2006. Actualmente emplea a más de 200 trabajadores en todo el mundo.[cita requerida]
En enero de 2008, Badoo obtuvo 35 millones de dólares por parte de Finam Capital, que adquirió el 10% de la empresa. Estos fondos servirán para ayudar a la expansión de Badoo en Rusia, donde el mercado de redes sociales está empezando a crecer. Desde el año 2009, Finam posee el 20% de Badoo.[cita requerida]
En abril de 2011, Facebook amenazó a Badoo con retirar su aplicación de la red social si no la hacía menos viral. De acuerdo con Insidefacebook.com, durante la semana del 11 de enero Badoo ocupó el puesto 17 en el listado de las aplicaciones de Facebook con mayor crecimiento. Badoo es además una red donde se puede investigar y catalogar a los usuarios para ver sus intenciones y saber que buscan con lo que la Guardia Civil y otros cuerpos de seguridad del estado descubren a muchos delincuentes.[cita requerida]

## Impacto en los medios de comunicación
En 2008 el blog PDA del periódico británico The Guardian hizo una reseña sobre Badoo.
Web of Trust (WOT), una comunidad virtual encargada de valorar y puntuar páginas web, calificó a Badoo como un sitio seguro y de confianza, aunque con riesgo de spam y phishing. En abril de 2011 la revista Wired publicó un reportaje sobre Badoo y su fundador. 
De acuerdo con TopTenReviews, Badoo es “una sala de chat, un sitio de citas y un sitio para valorar fotos disfrazado de red social”. Según esta página de reseñas, Badoo no ofrecía ningún grupo u otro tipo de comunidad para facilitar a sus usuarios conocer gente afín. En abril de 2011, Badoo fue censurada en los Emiratos Árabes Unidos y en otros lugares. Techcrunch afirma que desde enero de 2010 el gobierno iraní tiene bloqueado el acceso de Badoo en Irán.[cita requerida]

## Ingresos
Badoo es un sitio web con un modelo de negocio conocido como Freemium, la mayoría de los servicios de la página son gratuitos aunque también hay otros, con un mínimo coste, que sirven para mejorar la experiencia de los usuarios. El servicio Subir “arriba” es un ejemplo. Éste consiste en que el perfil de los usuarios aparece en las primeras posiciones de los resultados de búsqueda durante un tiempo limitado.[cita requerida]
A finales de 2007 se supo que el 20% de los entonces 22 millones de usuarios de Badoo utilizó este servicio una vez al mes. Lloyd Price, director de marketing de Badoo, declaró: “Para finales de 2011 esperamos alcanzar los 140 millones de usuarios, generar más de 100 millones de dólares anuales en ingresos brutos de nuestros usuarios y llegar a más rincones del mundo”.[cita requerida]